# 13024 Conradferdinand
13024 Conradferdinand è un asteroide della fascia principale. Scoperto nel 1989, presenta un'orbita caratterizzata da un semiasse maggiore pari a 2,3971539 UA e da un'eccentricità di 0,1004373, inclinata di 5,70921° rispetto all'eclittica.